# Biofiel element
Een biofiel element is een scheikundig element dat belangrijk aanwezig is in organismen (de zogenaamde biosfeer van de Aarde).
Biofiele elementen zijn onder andere: koolstof, waterstof, zuurstof, stikstof, fosfor, zwavel, chloor, jodium, broom, calcium, magnesium, kalium, natrium, vanadium, ijzer, mangaan en koper.